# Narcís Verdaguer
Pour les articles homonymes, voir Verdaguer.
Narcís Verdaguer i Callís, né à Vic le 29 octobre 1862 et mort le 5 avril 1918 à Barcelone, est un avocat et homme politique catalan.
Il est l'époux de l'universitaire Francesca Bonnemaison et le cousin germain du poète Jacint Verdaguer.

## Biographie

### Enfance et adolescence
Narcís Verdaguer i Callís est né le 29 octobre 1862 à Vic. En 1882, il intègre le séminaire de Vic, où il fonde  la revue L'Almogàver. 

### Militant adulte
En 1883, il rejoint la ville de Barcelone et étudie le droit à l'université de Barcelone. Il reste correspondant de l'hebdomadaire La Veu del Montserrat.
Il s'implique alors dans le mouvement catalaniste, notamment dans des meetings à la Llotja de Barcelona (1885). En 1886, il rejoint le Centre Escolar Catalanista, dont il devient président (1887-1888).
En 1891, il participe à la création de l'Unió Catalanista et est l'un des fondateurs de la revue La Veu de Catalunya, dont il est le directeur de 1891 à 1898. 
Il est partisan d'un catalanisme modéré, également appelé "catalanisme possibiliste", s'affrontant quelquefois avec l'intransigeance du journal La Renaixença.
En 1893, il épouse la féministe Francesca Bonnemaison i Farriols. Le couple rejoint à cette époque l'homme politique Francesc Cambó.
El 1898, il rejoint le programme du général Polavieja.
En 1900, il fonde Centre Nacional Català, avec Prat de la Riba, Francesc Cambó, Lluís Duran i Ventosa et Josep Puig i Cadafalch. Ce parti politique s'unit ensuite à l'Unió Regionalista pour former la Lliga Regionalista en 1901, dont il est nommé vice-président.
Il cède le journal La Veu de Catalunya à son ami Enric Prat de la Riba. Sous l'étiquette Lliga Regionalista, il est élu adjoint à Mairie de Barcelone (1909-1910, député provincial (1911-1913 ), et député aux Cortes pour Vic (1914-1916).
Il crée et dirige en 1912 la bourse du travail de la diputació de Barcelona, est président de la Societat Econòmica d'Amics del País (1910-1911) et de l'Acadèmia de Jurisprudència i Legislació de Catalunya (1917-1918). 
Il décède le 5 avril 1918 à Barcelone.

## Postérité
- Narcís Verdaguer est inhumé au cimetière de Montjuïc, à Barcelone.